# 란도베리세
란도베리세(Llandovery Epoch)는 고생대 실루리아기가 시작되는 지질 시대이다. 약 4억 43.8백만년에서 4억 33.8백만년 전 까지에 해당하는 시시대이다.
이 무렵에 초대륙이 생성되고 산소량이 5~10%정도 되었을 걸로 예측하고 있다. 지각이 안정되고 맨틀에 온도가 점점 내려가 현재의 지구의 지각과 맨틀, 핵으로 되었을 것으로 보인다. 외핵과 내핵으로 나뉜 시기로 본다. 이 때 해초류들 중에서 초기 어류가 나오고 산소량이 조금씩 늘어났을 것이다.